# Ambroise Thomas
(Charles Louis) Ambroise Thomas (Metz, 5 de Agosto de 1811 — Paris, 12 de fevereiro de 1896) foi um compositor de ópera e professor de música, conhecido pelas suas óperas, Mignon (1866), Hamlet (1868, de Shakespeare) e como director do Conservatório de Paris (1871-1896).

## Biografia

### Início da vida e os estudos
Seus pais eram professores de música e prepararam-no para uma carreira musical.
Aos dez anos era já um excelente pianista e violinista. Em 1828, entrou Conservatório de Paris, onde estudou com Jean-François Le Sueur, continua os seus estudos de piano em privado com o famoso virtuoso pianista Friedrich Kalkbrenner. Em 1832, a sua cantata Hermann et Ketty ganhou o prestigioso prémio de composição do Conservatório, Grand Prix de Roma. Foi durante a sua estadia em Roma que escreveu a sua música de câmara - um trio de piano, um quinteto cordas e um quarteto de cordas, as quais reflectem o seu novo estilo de escrita.

## Carreira

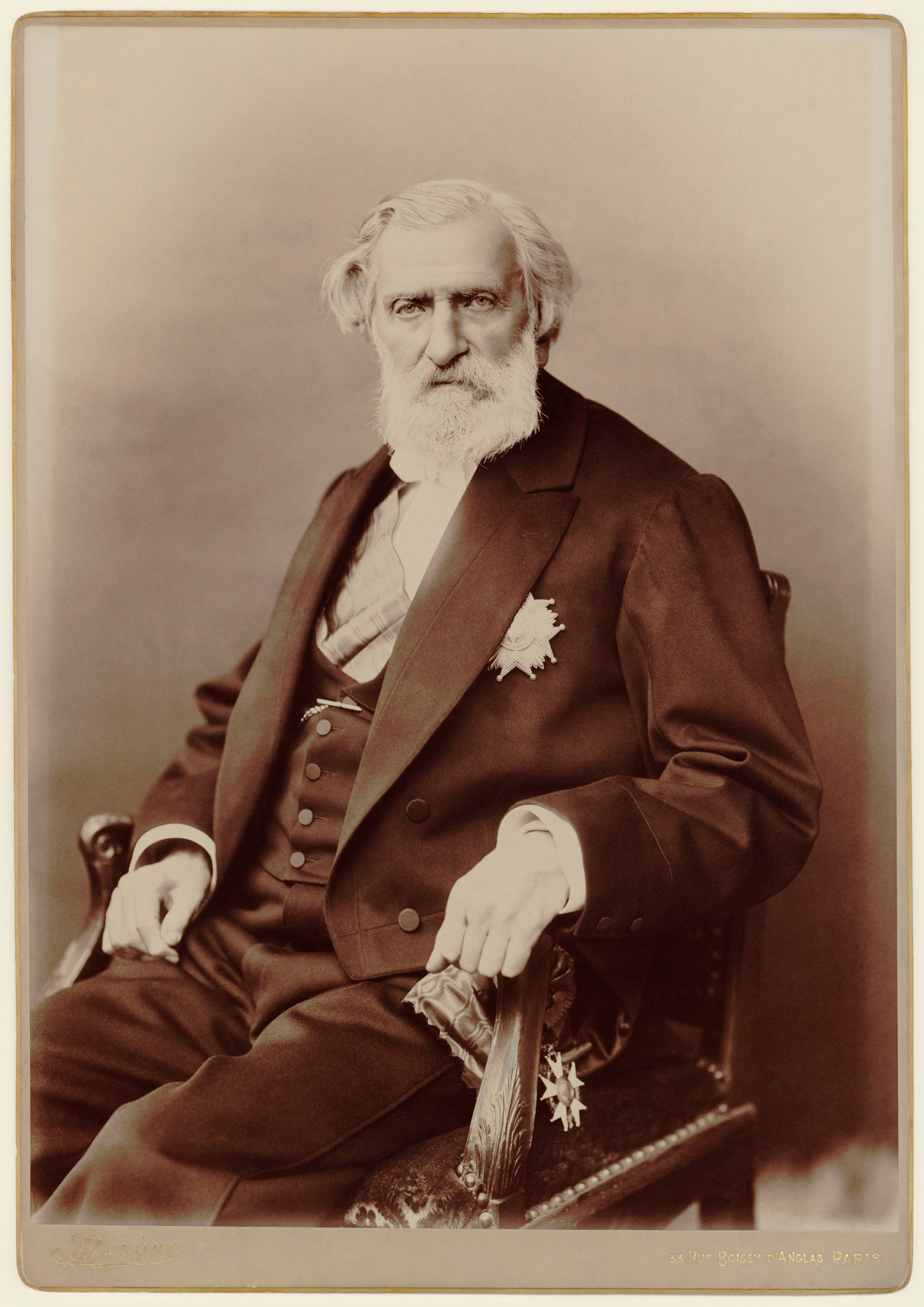
Ambroise Thomas ostentando as suas medalhas da Légion d'honneur.

A sua primeira ópera, La double échelle (1837), foi produzido na Opéra Comique de Paris e foi um sucesso, com 247 representações. Le caïd (1849), foi o seu primeiro triunfo indiscutível. 

## Obras

### Óperas
| Ano        | Título                                                       | Divisão | Estréia           | Lugar, Teatro                               | Libretto                                                                                                  |
| ---------- | ------------------------------------------------------------ | ------- | ----------------- | ------------------------------------------- | --- |
| 1837       | La double échelle                                            | 1 acto  | 23 Agosto 1837    | Paris, Opéra-Comique (Salle des Nouveautés) | Eugène de Planard                                                                                         |
| 1838       | Le perruquier de la régence                                  | 3 actos | 30 Março 1838     | Paris, Opéra-Comique                        | Eugène de Planard e Paul Dupont                                                                           |
| 1839       | Le panier fleuri                                             | 1 acto  | 6 Maio 1839       | Paris, Opéra-Comique                        | Adolphe de Leuven (Adolphe de Ribbing) e Léon Lhérie (Léon Levy Brunswick)                                |
| 1840       | Carline                                                      | 3 actos | 24 Fevereiro 1840 | Paris, Opéra-Comique                        | Adolphe de Leuven e Léon Levy Brunswick                                                                   |
| 1841       | Le comte de Carmagnola (ópera)                               | 2 actos | 19 Abril 1841     | Paris, Opéra Garnier                        | Eugène Scribe                                                                                             |
| 1842       | Le guerillero (ópera)                                        | 2 actos | 22 Junho 1842     | Paris, Opéra Garnier                        | Théodore Anne                                                                                             |
| 1843       | Angélique et Médor                                           | 1 acto  | 10 Maio 1843      | Paris, Opéra-Comique (Salle Favart)         | Thomas-Marie-François Sauvage                                                                             |
| 1843       | Mina, ou Le ménage à trois                                   | 3 actos | 10 Outubro 1843   | Paris, Opéra-Comique                        | Eugène de Planard                                                                                         |
| 1848-1849  | Le caïd                                                      | 2 actos | 3 Janeiro 1849    | Paris, Opéra-Comique                        | Thomas-Marie-François Sauvage; Título original: Les Boudjous                                              |
| 1850       | Le songe d'une nuit d'été                                    | 3 actos | 20 Abril 1850     | Paris, Opéra-Comique (Salle des Nouveautés) | Joseph Bernard Rosier e Adolphe de Leuven                                                                 |
| 1851       | Raymond or: Le secret de la reine                            | 3 actos | 5 Junho 1851      | Paris, Opéra-Comique (Salle Favart)         | Joseph Bernard Rosier e Adolphe de Leuven                                                                 |
| 1853       | La Tonelli                                                   | 2 actos | 30 Março 1853     | Paris, Opéra-Comique                        | Thomas Marie François Sauvage                                                                             |
| 1855       | La cour de Célimène                                          | 2 actos | 11 Abril 1855     | Paris, Opéra-Comique                        | Joseph Bernard Rosier                                                                                     |
| 1856-1857  | Psyché                                                       | 3 actos | 26 Janeiro 1857   | Paris, Opéra-Comique                        | Jules Barbier e Michel Carré                                                                              |
| 1857       | Le carnaval de Venise                                        | 3 actos | 9 Dezembro 1857   | Paris, Opéra-Comique                        | Thomas Marie François Sauvage                                                                             |
| 1859       | Gille et Gillotin (ópera)                                    | 1 acto  | 22 Abril 1874     | Paris, Opéra-Comique (Salle Favart)         | Thomas Marie François Sauvage; Título original(1859): Gillotin et son père                                |
| 1860       | Le roman d'Elvire                                            | 3 actos | 4 Fevereiro 1860  | Paris, Opéra-Comique                        | Alexandre Dumas pai e Adolphe de Leuven                                                                   |
| 1863(após) | Mignon                                                       | 3 actos | 17 Novembro 1866  | Paris, Opéra-Comique                        | Jules Barbier and Michel Carré, depois Johann Wolfgang von Goethe, Wilhelm Meisters Lehrjahre (1795-1796) |
| 1866-1868  | Hamlet (ópera)                                               | 5 actos | 9 Março 1868      | Paris, Opéra Garnier                        | Jules Barbier e Michel Carré, baseado no drama de William Shakespeare                                     |
| 1870       | Mignon (opera: revised version in Italian, with recitatives) | 3 actos | 5 Julho 1870      | Londres, Drury Lane Theatre                 | Giuseppe Zaffira(transcrição), com libretto de Jules Barbier e Michel Carré                               |
| 1878       | Psyché (second version)                                      | 3 actos | 21 Maio 1878      | Paris, Opéra-Comique                        | Jules Barbier e Michel Carré                                                                              |
| 1870-1877  | Françoise de Rimini                                          | 5 actos | 14 Abril 1882     | Paris, Opéra Garnier                        | Jules Barbier e Michel Carré, após Dante Alighieri, la divina commedia: Inferno (1309)                    |
| 1886       | Le songe d'une nuit d'été (segunda versão, com recitativos)  | 3 actos | 19 Abril 1886     | Paris, Opéra-Comique (Salle Favart)         | Joseph Bernard Rosier e Adolphe de Leuven                                                                 |

### Ballets
- La gipsy, ballet para a ópera de Paris, 1839
- La tempête, ballet, ("A Tempestade", baseada em Shakespeare), 1889

### Outras
- Quarteto de cordas em mi menor, Op.1

## Outras leituras
- Georges Masson, 1996. Ambroise Thomas (Metz: Editions Serpentoise)